# Phialophora verrucosa
Phialophora verrucosa är en svampart som beskrevs av Medlar 1915. Phialophora verrucosa ingår i släktet Phialophora och familjen Herpotrichiellaceae.   Inga underarter finns listade i Catalogue of Life.